# Powiat Schroda

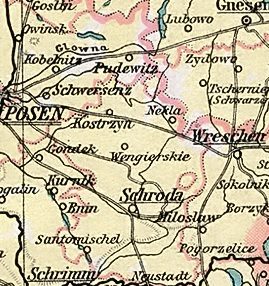
Kreis Schroda, 1905 r.

Powiat Schroda (niem. Kreis Schroda, pol. powiat średzki) – niemiecki powiat istniejący w okresie od 1818 do 1919 r. na terenie prowincji poznańskiej.
Powiat Schroda utworzono w 1818 r. W 1900 r. część powiatu Schroda odłączono i przekazano do powiatu Posen-Ost. W 1918 r. w prowincji poznańskiej wybuchło powstanie wielkopolskie przeciwko rządom niemieckim i powiat Schroda znalazł się pod kontrolą powstańców. W 1919 r. w ramach traktatu wersalskiego terytorium powiatu trafiło do państwa polskiego. W czasie II wojny światowej niemieckie władze okupacyjne utworzyły w okupowanej Wielkopolsce powiat Schroda. W 1945 r. Armia Czerwona zajęła Wielkopolskę, likwidując niemiecką administrację.
W 1910 r. powiat obejmował 181 gmin o powierzchni 796,16 km² zamieszkanych przez 49.176 osób.